# اختبار رخصة المزاولة الطبية المهنية السعودي
اختبار رخصة المزاولة الصحية المهنية السعودي هو اختبار تقدمه الهيئة السعودية للتخصصات الصحية في تخصصات الطب البشري SMLE، طب الأسنان SDLE والتمريض SNLE. بغرض التصنيف المهني والتقديم لبرامج الهيئة في المملكة العربية السعودية.

## أهداف الاختبار
1- تحديد الكفاءات اللازمة للحصول على رخصة مزاولة المهنة بعد سنة الامتياز.
2- التأكد من استيفاء خريجي منشاءات التعليم الصحية المعتمدة للحد الأدنى من معايير مزاولة المهنة.
3- توحيد معايير المفاضلة بين المرشحين المتقدمين لبرامج الدراسات العليا.

## المؤهلون لدخول الاختبار
يمكن لجميع طلبة الطب في الجامعات السعودية في سنتهم الأخيرة التقديم لدخول الاختبار، كما يمكن التقديم للاختبار للحاصلين على درجة البكالوريوس من الجامعات الصحية غير السعودية المعترف بها لدى وزارة التعليم.

## شكل الاختبار
الاختبار مكون من 300 سؤال يتم إنهاؤها في 6 ساعات لاختبار الطب البشري والأسنان مقسمة إلى مجموعتين كل مجموعة تحتوي على 150 سؤال يتم إنهاؤها في 3 ساعات. بين المجموعتين يمكن للممتحن أن يأخذ 30 دقيقة للراحة.
أما بخصوص اختبار التصنيف للتمريض فهو مكون من 150 سؤال مقسمة إلى مجموعتين كل مجموعة تتكون من 75 سؤالاً، ويمكن للمتحن أن يأخذ 15 دقيقة للراحة بينهما.